# Carlos Ameghino
Carlos Ciriaco Ameghino (Luján, Buenos Aires; 16 de junio de 1865 – 12 de abril de 1936) fue un paleontólogo y explorador argentino. Realizó importantísimos viajes por la Argentina, entre los que se destacan los destinados a la Patagonia.

## Carrera científica
Carlos Ameghino se instruyó como naturalista acompañando a su hermano Florentino Ameghino en sus viajes por Buenos Aires y Chaco, con el objetivo de recolectar fósiles.
Desde 1887 se dedicó a explorar el sur argentino, explorando las cuencas de los ríos Santa Cruz, río Chubut, río Chico, río Deseado, río Gallegos y el estrecho de Magallanes. Estas investigaciones dieron como resultado el hallazgo de restos fósiles y la creación de informes paleontológicos y geológicos que le entregaba a su hermano, además de demostrar la superposición exacta de dos grandes formaciones terciarias, la patagónica y la santacruceña.
Sus viajes resultaron en "Exploración geológica en la Patagonia" publicado en 1890 y "Anales de la Sociedad Científica Argentina" en 1903. 
A lo largo de su vida también publicó "Investigaciones antropológicas y geológicas en el litoral marítimo sur de la provincia de Buenos Aires" junto con Luis María Torres en 1913, "El fémur de Miramar. Una prueba más de la presencia del hombre en el Terciario de la República Argentina" en 1915, "Dos nuevas especies de toxodontes" en 1917, "Los yacimientos arqueolíticos y osteolíticos de Miramar; La cuestión del hombre terciario en la Argentina, resumen de los principales hechos después del fallecimiento de Florentino Ameghino" publicado en 1918 y "Descripción del Megatherium gallardoi C. Amegh. descubierto en el pampeano inferior de la ciudad de Buenos Aires" junto con Lucas Kraglievich. :----- :·
Además, no solo se dedicó a los fósiles de mamíferos, sino que también organizó una colección de moluscos fósiles, realizó un herbario para el doctor Carlos Spegazzini y una muestra paleobotánica para Federico Kurtz. También recolectó información sobre las distintas lenguas de los indígenas pampeanos y patagónicos que luego utilizó el doctor Roberto Lehmann-Nitsche.
Al fallecer su hermano en 1911, Carlos se hizo cargo de la sección de Paleontología de Vertebrados del Museo de Ciencias Naturales de Buenos Aires, hasta que en 1917 asume como director del museo, hasta 1923.

## La sociedad con su hermano Florentino
La sociedad de los hermanos Ameghino merece un párrafo aparte. La fama obtenida por Florentino, el hermano mayor, muchas veces no reconoce los logros de Carlos. Mientras que Carlos realizaba viajes de exploración y relevamiento a lugares hostiles de la Patagonia, Florentino analizaba las muestras enviadas por su hermano desde las expediciones. Florentino se encargaba de analizar los datos y de elaborar las teorías y enfoques que lo catapultarían al reconocimiento internacional. Carlos se encargaba de recorrer el país buscando fósiles y armando informes para su hermano. 
Esta sociedad de hermanos, sin precedentes en la historia científica argentina, se mantuvo aun cuando Florentino fallece, ya que su hermano Carlos se encargó de ocupar su lugar en el Museo Argentino de Ciencias Naturales y de defender las teorías propuestas por su hermano.
La genialidad de Florentino opacó, en el ámbito popular, la labor de su hermano, aunque esta dependiera totalmente de los hallazgos de Carlos.

## Homenajes
- Notanthidium caroliameghinoi, Brethes 1903
- Aturia caroliameghinoi Ihering 1902
- Eudolops caroliameghinoi Ameghino 1903

## Abreviatura (zoología)
La abreviatura C.Ameghino  se emplea para indicar a Carlos Ameghino como autoridad en la descripción y taxonomía en zoología.